# Castalius godarti
Castalius godarti är en fjärilsart som beskrevs av Hans Fruhstorfer 1918. Castalius godarti ingår i släktet Castalius och familjen juvelvingar. Inga underarter finns listade i Catalogue of Life.